# Charco
Charco è un insediamento umano e una comunità indicata solo ai fini statistici di un censimento (un census-designated place o CDP) degli Stati Uniti d'America, situata nello stato dell'Arizona, nella contea di Pima.